# ديك ناش
ديك نـاش (بالإنجليزية: Dick Nash) هو عازف جاز أمريكي، ولد في 26 يناير 1928.

## وصلات خارجية
- ديك نـاش على موقع IMDb (الإنجليزية)
- ديك نـاش على موقع ميوزك برينز (الإنجليزية)
- ديك نـاش على موقع أول ميوزيك (الإنجليزية)
- ديك نـاش على موقع ديسكوغز (الإنجليزية)